# 袁貴仁
袁貴仁（えんきじん、簡体字：袁贵仁、繁体字：袁貴仁、英語：Yuan Guiren、1950年11月 - ）は、中華人民共和国の政治家、官僚。教育部長、北京師範大学校長、大学党委員会書記、北京市市長助理兼教育委員会主任などを歴任した。

## 経歴
1950年11月に安徽省蚌埠市固鎮県に誕生した。文化大革命期の1968年に高校を卒業した後、故郷の固鎮県王庄中学、五七大学教師になり、1975年2月に中国共産党に入党した。高考制度復活後に北京師範大学哲学系入学し、1984年に哲学修士号取得後に北京師範大学哲学系教授、副主任、社科部部長、副教務長、教科办副主任などを歴任した。1995年に常務副校長に就任し、翌年に北京師範大党委員会書記、1999年に北京師範大学校長兼党書記に就任した。また、北京師範大学党書記期間に北京市市長助理兼市教育委員会主任に就任している。その後2001年から2005年まで中華人民共和国教育部副部長兼国家語言文字工作委員会主任、党副書記を歴任した。2009年10月31日に第十一届全国人大常委会第十一次会議開幕決定前に周済に代わって教育部部長兼党組書記に就任した。2015年1月には学校におけるサッカー普及の為に新たに新設された青少年校園足球工作組組長に就任した。
2016年6月30日に更迭され、後継に国家行政学院院長の陳宝生が就任した。

## 発言
2015年1月29日に全国の教育部門や大学関係者を集めた会議で「西側（諸国）の教材の管理を強化し、西側の価値観を伝える教材を絶対に教室に入れてはならない」と指示した。また、本会議において「大学で党の指導を攻撃し、社会主義を中傷することは決して許さない」などと強い表現で訴え、習近平総書記（国家主席）の精神を「脳に叩き込む」よう指示した。